# Факаофо
Факаофо (англ. Fakaofo) — атолл в южной части Тихого океана, самый южный из трёх атоллов Токелау. Один из вариантов названий — остров Боудич (особенно распространён в англоязычной литературе).

## География

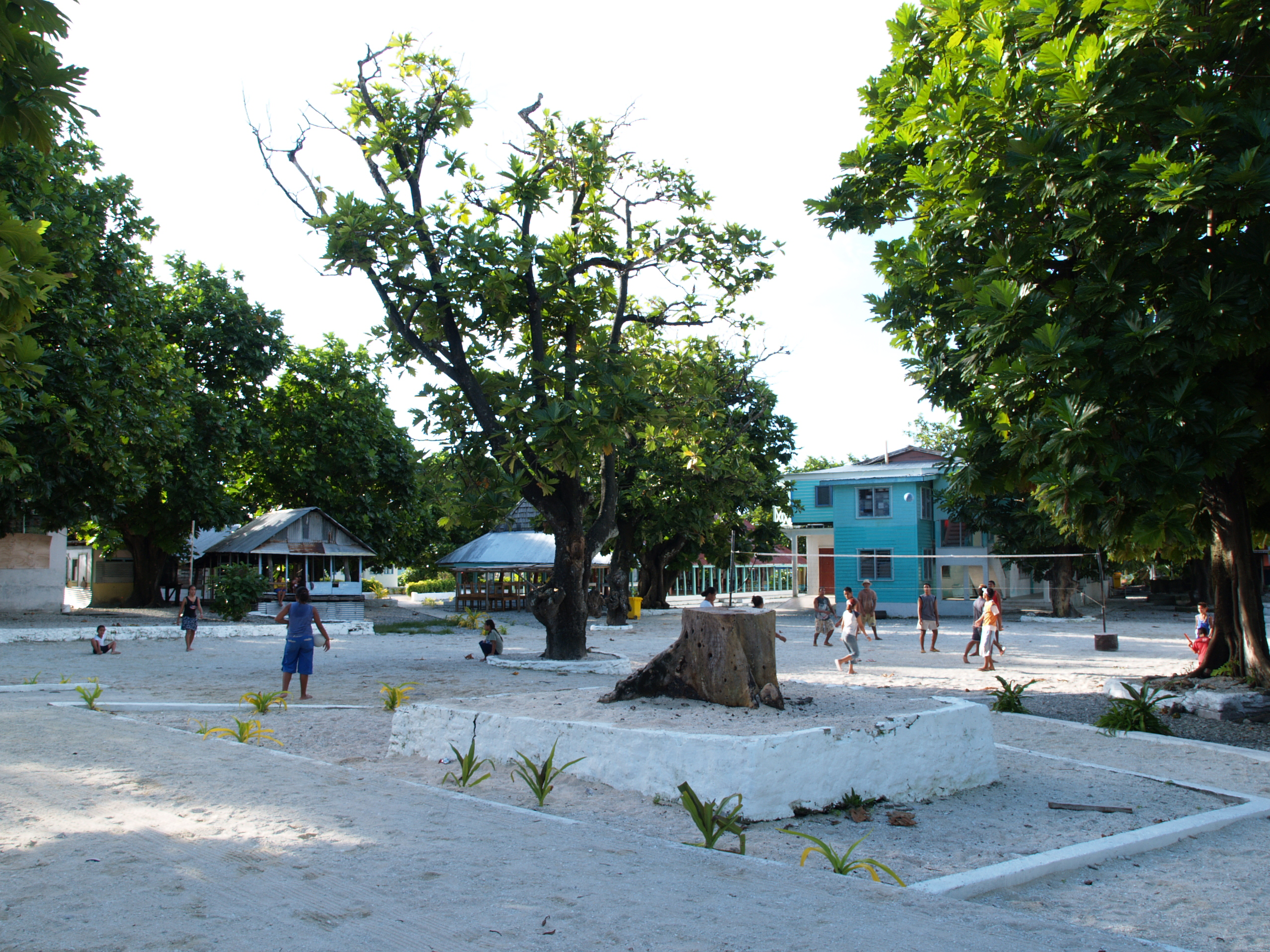
Площадь в Факаофо вилладж

Общая площадь суши — 2,63 км². Состоит из многочисленных моту (всего 69; 5 из них относительно крупные). Моту располагаются на коралловом рифе, окружающем лагуну общей площадью 50 км²

## История
Впервые атолл был описан в 1841 году Горацио Хале, членом американской исследовательской экспедиции. Он назвал этот атолл в честь Натаниэля Боудича, автора известной в англоязычном мире книги о морской навигации.
В деревне на острове есть коралловый монумент, посвящённый Туи Токелау, богу, которому поклоняются на атолле.

## Население и религия
Население — 490 человек (перепись, 2011) — это самый населённый атолл в Токелау. 70 % из них являются конгрегационалистами церкви и 22 % — католиками.

## Административное деление
Административным центром является деревня Факаофо на моту Фенуа Фала (это второй населённый пункт на атолле, основанный в 1960 году). В 2 км от него находится наибольший населённый пункт территории — Фале на острове Фале. Наиболее значительными моту атолла являются Теафуа, Нукуматау, Нукулакиа, Фенуа Лоа, Сауматафанга, Моту Акеа, Матанги, Лало и Мулифенуа.
Совет Старейшин Факаофо состоит из жителей старше 60 лет.

## Упоминания
- Атолл упоминается в рассказе Ивана Ефремова «Атолл Факаофо», при том, что автор никогда на нём не бывал.